# 28621 Marcfries
28621 Marcfries este o planetă minoră (asteroid), cu un diametru de 3,178 km, din centura de asteroizi. A fost descoperită pe 27 martie 2000 la Stația Anderson Mesa de Lowell Observatory Near-Earth-Object Search. 
Obiectul prezintă o orbită caracterizată de o semiaxă mare de 2,2455905 UAi, o excentricitate de 0,01, o înclinație de 3,26325 ° în raport cu ecliptica.